# Aneuclis pusilla
Aneuclis pusilla là một loài tò vò trong họ Ichneumonidae.